# Alcanos superiores
Los alcanos superiores son los alcanos que  tienen nueve o más átomos. El Nonano es el más ligero de este grupo que tiene un punto de inflamación por encima de 25 °C, y no está clasificado como peligrosamente inflamable.
El término alcanos superiores se utiliza a veces literalmente como "alcanos con un mayor número de átomos de carbono". Una definición distingue a los alcanos superiores como los n-alcanos que son sólidos bajo condiciones naturales. Cuando un alcano lineal alcanza más de 3000 carbonos, entra en la categoría de polietileno. 

## Usos
Alcanos de nonano a hexadecano (un alcano con dieciséis átomos de carbono) son líquidos de mayor viscosidad, que son menos adecuados para su uso en gasolina. Forman en cambio la mayor parte del diésel y el combustible de avión]. Los combustibles de diésel se caracterizan por su índice de cetano, siendo el cetano un nombre más antiguo para el hexadecano. Sin embargo, los puntos de fusión más altos de estos alcanos pueden causar problemas a bajas temperaturas y en regiones polares, donde el combustible se vuelve demasiado grueso para fluir correctamente. Las mezclas de los alcanos normales se utilizan como estándares del punto de ebullición para simular la destilación mediante cromatografía de gases.
Los alcanos desde el hexadecano hacia arriba forman los componentes más importantes del fueloil y los lubricantes. En esta última función funcionan al mismo tiempo que los agentes anticorrosivos, ya que su naturaleza hidrofóbica significa que el agua no puede llegar a la superficie metálica. Muchos alcanos sólidos se usan como cera  de parafina, usados para lubricación, aislamiento eléctrico, y velas. La parafina no debe confundirse con cera de abeja, que a utilizado (por ejemplo) en pavimentos de carreteras. Sin embargo, los alcanos máconsiste principalmente de ésters.
Los alcanos con una longitud de cadena de aproximadamente 35 o más átomos de carbono se encuentran en el betún (asfalto), utilizado (por ejemplo) en pavimentos de carreteras. Sin embargo, los alcanos más altos tienen poco valor y por lo general se dividen en alcanos más bajos por craqueo catalítico de fluido.

## Propiedades
Las propiedades enumeradas aquí se refieren a los alcanos de cadena recta (o: "n-alcanos").

#### Nonano a Hexadecano
Este grupo de n-alcanos es generalmente líquido bajo condiciones estándar.
|                                  | Nonano     | Decano     | Undecano    | Dodecano   | Tridecano  | Tetradecano | Pentadecano | Hexadecano |
| -------------------------------- | ---------- | ---------- | ----------- | ---------- | ---------- | ----------- | ----------- | ---------- |
| Fórmula                          | C9H20      | C10H22     | C11H24      | C12H26     | C13H28     | C14H30      | C15H32      | C16H34     |
| Número CAS                       | [111-84-2] | [124-18-5] | [1120-21-4] | [112-40-3] | [629-50-5] | [629-59-4]  | [629-62-9]  | [544-76-3] |
| Masa molar (g/mol)               | 128.26     | 142.29     | 156.31      | 170.34     | 184.37     | 198.39      | 212.42      | 226.45     |
| Punto de fusión (°C)             | -53.5      | -29.7      | -25.6       | -9.6       | -5.4       | 5.9         | 9.9         | 18.2       |
| Punto de ebullición (°C)         | 150.8      | 174.1      | 195.9       | 216.3      | 235.4      | 253.5       | 270.6       | 286.8      |
| Densidad (g/ml a 20 °C) )        | 0.71763    | 0.73005    | 0.74024     | 0.74869    | 0.75622    | 0.76275     | 0.76830     | 0.77344    |
| Viscosidad (cP (g/ml a 20 °C) }) | 0.7139     | 0.9256     | 1.185       | 1.503      | 1.880      | 2.335       | 2.863       | 3.474      |
| Punto de inflamabilidad (°C)     | 31         | 46         | 60          | 71         | 79         | 99          | 132         | 135        |
| Temperatura de autoignición (°C) | 205        | 210        |             | 205        |            | 235         |             | 201        |
| límites de explosividad          | 0.9-2.9%   | 0.8-2.6%   |             |            |            |             | 0.45-6.5%   |            |

### Heptadecano a tetracosano
A partir de este grupo, los n-alcanos son generalmente sólidos en condiciones estándar. 
|                              | Heptadecano | Octadecano | Nonadecano | Icosano    | Heneicosano | Docosano     | Tricosano  | Tetracosano |
| ---------------------------- | ----------- | ---------- | ---------- | ---------- | ----------- | ------------ | ---------- | ----------- |
| Fórmula                      | C17H36      | C18H38     | C19H40     | C20H42     | C21H44      | C22H46       | C23H48     | C24H50      |
| Número CAS                   | [629-78-7]  | [593-45-3] | [629-92-5] | [112-95-8] | [629-94-7]  | [629-97-0]   | [638-67-5] | [646-31-1]  |
| Masa molar (g/mol)           | 240.47      | 254.50     | 268.53     | 282.55     | 296.58      | 310.61       | 324.63     | 338.66      |
| Punto de fusión (°C)         | 21          | 28-30      | 32-34      | 36.7       | 40.5        | 42           | 48-50      | 52          |
| Punto de ebullición (°C)     | 302         | 317        | 330        | 342.7      | 356.5       | 224 at 2 kPa | 380        | 391.3       |
| Densidad (g/ml)              | 0.777       | 0.777      | 0.786      | 0.7886     | 0.792       | 0.778        | 0.797      | 0.797       |
| Punto de inflamabilidad (°C) | 148         | 166        | 168        | 176        |             |              |            |             |

### Pentacosano a triacontano
|                          | Pentacosano | Hexacosano | Heptacosano | Octacosano | Nonacosano | Triacontano |
| ------------------------ | ----------- | ---------- | ----------- | ---------- | ---------- | ----------- |
| Fórmula                  | C25H52      | C26H54     | C27H56      | C28H58     | C29H60     | C30H62      |
| Número CAS               | [629-99-2]  | [630-01-3] | [593-49-7]  | [630-02-4] | [630-03-5] | [638-68-6]  |
| Masa molar (g/mol)       | 352.69      | 366.71     | 380.74      | 394.77     | 408.80     | 422.82      |
| Punto de fusión (°C)     | 54          | 56.4       | 59.5        | 64.5       | 63.7       | 65.8        |
| Punto de ebullición (°C) | 401         | 412.2      | 422         | 431.6      | 440.8      | 449.7       |
| Densidad (g/ml)          | 0.801       | 0.778      | 0.780       | 0.807      | 0.808      | 0.810       |

### Hentriacontano a hexatriacontano
|                          | Hentriacontano | Dotriacontano | Tritriacontano | Tetratriacontano | Pentatriacontano | Hexatriacontano |
| ------------------------ | -------------- | ------------- | -------------- | ---------------- | ---------------- | --------------- |
| Fórmula                  | C31H64         | C32H66        | C33H68         | C34H70           | C35H72           | C36H74          |
| Número CAS               | [630-04-6]     | [544-85-4]    | [630-05-7]     | [14167-59-0]     | [630-07-9]       | [630-06-8]      |
| Masa molar (g/mol)       | 436.85         | 450.88        | 464.90         | 478.93           | 492.96           | 506.98          |
| Punto de fusión (°C)     | 67.9           | 69            | 70-72          | 72.6             | 75               | 74-76           |
| Punto de ebullición (°C) | 458            | 467           | 474            | 285.4 at 0.4 kPa | 490              | 265 at 130 Pa   |
| Densidad (g/ml)          | 0.781 at 68 °C | 0.812         | 0.811          | 0.812            | 0.813            | 0.814           |

### Heptatriacontano a dotetracontano
|                          | Heptatriacontano | Octatriacontano | Nonatriacontano | Tetracontano | Hentetracontano | Dotetracontano |
| ------------------------ | ---------------- | --------------- | --------------- | ------------ | --------------- | -------------- |
| Fórmula                  | C37H76           | C38H78          | C39H80          | C40H82       | C41H84          | C42H86         |
| Número CAS               | [7194-84-5]      | [7194-85-6]     | [7194-86-7]     | [4181-95-7]  | [7194-87-8]     | [7098-20-6]    |
| Masa molar (g/mol)       | 520.99           | 535.03          | 549.05          | 563.08       | 577.11          | 591.13         |
| Punto de fusión (°C)     | 77               | 79              | 78              | 84           | 83              | 86             |
| Punto de ebullición (°C) | 504.14           | 510.93          | 517.51          | 523.88       | 530.75          | 536.07         |
| Densidad (g/ml)          | 0.815            | 0.816           | 0.817           | 0.817        | 0.818           | 0.819          |

### Tritetracontano a octatetracontano
|                          | Triatetracontano | Tetratetracontano | Pentatetracontano | Hexatetracontano | Heptatetracontano | Octatetracontano |
| ------------------------ | ---------------- | ----------------- | ----------------- | ---------------- | ----------------- | ---------------- |
| Fórmula                  | C43H88           | C44H90            | C45H92            | C46H94           | C47H96            | C48H98           |
| Número CAS               | [7098-21-7]      | [7098-22-8]       | [7098-23-9]       | [7098-24-0]      | [7098-25-1]       | [7098-26-2]      |
| Masa molar (g/mol)       | 605.15           | 619.18            | 633.21            | 647.23           | 661.26            | 675.29           |
| Punto de ebullición (°C) | 541.91           | 547.57            | 553.1             | 558.42           | 563.6             | 568.68           |
| Densidad (g/ml)          | 0.82             | 0.82              | 0.821             | 0.822            | 0.822             | 0.823            |

### Nonatetracontano a tetrapentacontano
|                          | Nonatetracontano | Pentacontano | Henpentacontano | Dopentacontano | Tripentacontano | Tetrapentacontano |
| ------------------------ | ---------------- | ------------ | --------------- | -------------- | --------------- | ----------------- |
| Fórmula                  | C49H100          | C50H102      | C51H104         | C52H106        | C53H108         | C54H110           |
| Número CAS               | [7098-27-3]      | [6596-40-3]  | [7667-76-7]     | [7719-79-1]    | [7719-80-4]     | [5856-66-6]       |
| Masa molar (g/mol)       | 689.32           | 703.34       | 717.37          | 731.39         | 745.42          | 759.45            |
| Punto de ebullición (°C) | 573.6            | 578.4        | 583             | 587.6          | 592             | 596.38            |
| Densidad (g/ml)          | 0.823            | 0.824        | 0.824           | 0.825          | 0.825           | 0.826             |